# Asfalt Records
Asfalt Records – polska wytwórnia płytowa specjalizująca się w nagraniach hip-hopowych. Powstała w 1998 roku w Warszawie z inicjatywy Marcina Grabskiego.
Pierwszym albumem wydanym przez wytwórnię był debiut OMP Wilanów... zobacz różnicę, który ukazał się na rynku 16 grudnia 1998 roku. Następnie do wytwórni dołączyli RHX i Płomień 81. W czerwcu 1999 Grabski wydał na płycie winylowej singel Otzafszetu/Oempe – prawdopodobnie pierwsza polska hip hopowa płyta wydana w takiej formie. W lutym 2001 właściciel wytwórni założył sub-label Teeto Records. Pod tą nazwą mają być wydawane płyty z gatunków pokrewnych do hip-hopu. W lipcu 1998 wytwórnia podpisała 3-letni kontrakt dystrybucyjny z Sony Music Entertainment Poland.
Płyta HollyŁódź rapera O.S.T.R. otrzymała w kwietniu 2007 roku status złotej. Jest to pierwsza złota płyta w historii wytwórni. Później to osiągnięcie powtórzyły również kolejne płyty muzyka Ja tu tylko sprzątam oraz O.c.b. Płyta O.S.T.R. pt. Tylko dla dorosłych otrzymała jako pierwsza w wytwórni status platynowej płyty.
Nakładem Asfalt Records ukazały się ponadto nagrania m.in. takich wykonawców jak: Killing Skills, Flirtini, Zorak 3000, Sztigar Bonko, Rasmentalism, DJ Haem, Noon, The Returners, POE, Envee, Afront, Bassisters Orchestra, Emade, Tworzywo Sztuczne, Tabasko, Łona, Onar, Taco Hemingway, Inespe, Fisz, O$ka, Medium, Otsochodzi, Schafter, O.S.T.R., Adi Nowak, Tede, Sir Mich.
Od 2017 roku Asfalt Records prowadzi własną dystrybucję pod nazwą Asfalt Distro. Tym samym zakończyło wieloletnią współpracę z koncernem Warner Music Poland. Pierwszą płytą, która ukazała się we własnej dystrybucji, była płyta O.S.T.R. – MTV Unplugged: Życie po śmierci – Autentycznie. W dystrybucji Asfalt Distro ukazały się płyty takich wydawnictw, jak m.in. Alkopoligamia.com, Nowe Nagrania, U Know Me Records czy Wielkie Joł.